# Eden Prairie, Minnesota
Eden Prairie là một thành phố ngoại ô nằm cách 12 dặm (19 km) về phía tây nam của đô thị Minneapolis thuộc Quận Hennepin và là thành phố lớn thứ 12 trong tiểu bang Minnesota. Thành phố nằm trên bờ phía bắc của sông Minnesota, dòng sông nằm phía bắc bắt nguồn từ ngã ba sông với sông Mississippi. Eden Prairie là vùng ngoại ô lớn thứ bảy, Eden Prairie và các ngoại ô khác nằm phía tây nam của Minneapolis-St. Paul hoặc còn gọi là thành phố sinh đôi, là vùng đô thị lớn thứ 16 trong Hoa Kỳ, với 3.5 triệu dân. Theo Cục Thống kê Dân số Hoa Kỳ thì thành phố gồm có 60,797 dân cư trong năm 2010.
Thành phố có nhiều hồ va ao lớn nhỏ, thành phố có 170 dặm (270 km) đường ray xe lửa, 2.250 mẫu Anh (9 km2) diện tích của các khu công viên công cộng, 1.300 mẫu Anh (5 km2) diện tích còn lại. Vào những năm 1960 thành phố còn rất vắng vẻ nhưng bây giờ thành phố đã thu hút hơn 2,200 có các đầu tư, kinh doanh. Thành phố còn là hành dinh chính của các công ty và đội thể thao lớn như Digital River, SuperValu, Alliant Techsystems, C.H. Robinson Worldwide, MTS Systems Corporation, và Minnesota Vikings. Trung tâm của Eden Prairie là Eden Prairie Center, nó cũng là trung tâm chủ yếu của SouthWest Transit, là một hệ thống đường liên kết các ngoại ô với nhau. Eden Prairie được nhắc tới như là một trong những thành phố "Best Place to Live" (tạm dịch là chỗ tốt nhất để sống) trên Hoa Kỳ do tờ báo Money Magazine's bình chọn từ năm 2006; vào năm 2010, thì Eden Prairie là "hạng nhất" trong danh sách "Best Place to Live" của tờ báo Money bình chọn..

## Link ngoài
- Website của thành phố Lưu trữ ngày 2 tháng 1 năm 2018 tại Wayback Machine
- trường học của Eden Prairie thuộc khu vực #272
- Hội đồng nhân tài Eden Prairie Lưu trữ ngày 27 tháng 11 năm 2020 tại Wayback Machine
- trung tâm thương mại Eden Prairie
- phụ nữ trong Eden Prairie ngày này Lưu trữ ngày 26 tháng 7 năm 2011 tại Wayback Machine
- đài tưởng niệm thương binh liệt sĩ, Eden Prairie Lưu trữ ngày 11 tháng 11 năm 2009 tại Wayback Machine
- Eden Prairie for Google's Experimental High Speed Fiber Internet
- Hệ thống Thông tin Địa danh của Cục Khảo sát Địa chất Hoa Kỳ: Eden Prairie, Minnesota